# اچ‌ام‌وای آلبرتا
اچ‌ام‌وای آلبرتا (به انگلیسی: HMY Alberta) یک کشتی بود که طول آن ۱۶۰ فوت (۴۹ متر) بود. این کشتی در سال ۱۸۶۳ ساخته شد.